# Ernest Solvay
Ernest Gaston Joseph Solvay, belgijski kemik, industrialec, človekoljub in politik, * 16. april 1838, Rebecq, Belgija, † 26. maj 1922, Ixelles, Belgija.

## Življenje in delo
Solvay zaradi bolezni ni mogel študirati na univerzi. Od svojega 21. leta je delal v stričevi kemični tovarni. Leta 1861 je razdelal kemični proces za proizvodnjo natrijevega karbonata brez vode iz slanice (kot vira za natrijev klorid in apnenca (kot vir kalcijevega karbonata). Proces je bil izboljšava obstoječega Leblancovega procesa in se sedaj  imenuje po njem Solvayev proces.
Svojo prvo tovarno je ustanovil v Couilletu (sedaj del Charleroija) leta 1863 in leta 1872 še naprej izpopolnil svoj proces, tako da ga je patentiral.
Leta 1911 je začel z organizacijo konferenc v fiziki in naravoslovju, znanimi kot Solvayevi kongresi (francosko congrès Solvay).